# Гај Азиније Полион
Гај Азиније Полион (лат. Gaius Asinius Pollio; 75. п. н. е. — 4 н. е.) био је римски војник, политичар, оратор, песник, драматург, књижевни критичар и историчар, чија је изгубљена савремена историја обезбедила велики део материјала који су користили историчари Апијан и Плутарх. Полион је најпознатији као покровитељ Вергилија и пријатељ Хорација, а оба ова песника су му посветили поеме.

## Рани живот
Азиније Полион рођен је у Теате Маруцинору, данашњем Кјетију. Према једној натпису, његов отац се звао Гнеј Азиније Полион. Имао је брата по имену Азиније Маруцин, кога Катул оптужује због једне његове неукусне шале, а његово име сугерише породично порекло од племена Маруцина. Полион је стога можда био унук Херија Азинија, плебејца и маруцинског генерала који је ратовао на италијанској страни у Савезничком рату.
Полио је напредовао у књижевном кругу Катула и ушао је у јавни живот 56. п. н. е. подржавајући Лентула Спинтера. Године 54. п. н. е., није успео да покрене опозив против Гаја Катона, даљег рођака познатијег Катона Млађег. Гај Порције Катон је био инструмент тријумвира Помпеја, Краса и Цезара током свог трибуната 56. године.

## Политичка каријера
Упркос почетној подршци Лентулу Спинтеру у грађанском рату између Цезара и Помпеја, Полион је стао на страну Цезара. Био је присутан када је Цезар разматрао да пређе Рубикон и започне рат. Након што су Помпеј и Сенат побегли у Грчку, Цезар је послао Полиона на Сицилију да отпусти Катона са команде. Он и Гај Скрибоније Курион послати су у Африку да се боре против гувернера ове провинције, помпејевца Публија Ација Вара. Упркос тровању водоснабдевања од стране његових противника, Курион је победио Вара код Утике. Курион је марширао да се суочи са Помпејевим савезником, краљем Јубом од Нумидије, али је поражен и погинуо, заједно са већином својих људи, на реци Баградас. Полион је успео да се повуче у Утику са малом војском. Био је присутан као Цезаров легат у бици код Фарсала 48. п. н. е. и забележио је губитак 6.000 припадника Помпејевих трупа.
Године 47. п. н. е. Полион је вероватно био трибун и одупирао се напорима другог трибуна, Публија Корнелија Долабеле, да поништи све дугове. Следеће године се вратио у Африку, овог пута са Цезаром, у потрази за Катоном и Метелом Сципионом.

## Кампања у Хиспанији
Када је Цезар био убијен 44. п. н. е., Полион је водио своје трупе у Хиспанији против Секста Помпеја и рано се истакао у овој кампањи. Примио је ову команду невољно због личне непријатељства са другим Цезаровим савезником. Марко Емилије Лепид био је именован за новог гувернера провинције, али је Полион, иако је остао лојалан Цезаровим присталицама, одбио да му је преда, објавивши у Кордоби да неће предати своју провинцију никоме ко није имао овлашћење од Сената. Неколико месеци касније, његов квестор, Луције Корнелије Балб, побегао је из Гадаса са новцем намењеним за плате војницима и отишао у Мавретанију. Полион је потом био претрпео толико тежак пораз од Помпеја да је прерушен морао да побегне са бојишта.

## Улога у грађанском рату
Када је избио грађански рат између Марка Антонија и Октавијана, Полион је оклевао, али је на крају стао на страну Марка Антонија. Антоније, Лепид и Октавијан су се убрзо удружили у Другом тријумвирату. У њиховој серији крвавих проскрипција, Полионов таст, Луције Квинтије, био је један од првих који је обележен за убиство. Побегао је морем, али је извршио самоубиство бацивши се у море. У подели провинција, Галија је припала Антонију, који је Полиону поверио управу над Галијом Транспаданом (делом Цисалпске Галије између реке По и Алпа). У надзору над расподелом мантовске територије између ветерана, искористио је свој утицај да спасе имовину песника Вергилија од конфискације.
Године 40. п. н. е., Полион је помогао да се организује мир у Бриндузију, којим су Октавијан и Антоније на неко време помирени. Исте године, Полион је започео свој конзулски мандат, који му је 43. п. н. е. обећао Други тријумвират. Вергилије му је посветио своју четврту буколику, иако постоји несигурност у погледу тога да ли је Вергилије написао поему у ишчекивању Полионовог конзулата или да би прославио његов део у мировном споразуму. Вергилије, као и други Римљани, надао се да је мир близу и да ће под Полионовим конзулатом доћи златно доба. Међутим, Полион није завршио своју конзулску годину. Он и његов ко-конзул су били смењени са функције од стране Антонија и Октавијана у последњим месецима године.
Следеће године, Полион је водио успешну кампању против Партина, илирског народа који је био на страни Марка Јунија Брута, и прославио тријумф 25. октобра. Вергилијева осма буколика је посвећена Полиону док је био у овој кампањи.
Године 31. п. н. е., Октавијан му је затражио да учествује у бици код Акцијума против Антонија, али је Полион, сећајући се доброте коју му је Антоније показао, остао неутралан.

## Каснији живот
Од ратног плена, Полион је изградио прву јавну библиотеку у Риму, коју је украсио статуама најпознатијих јунака. Библиотека је имала крило за грчки и латински језик, а према извештајима, њено оснивање је постхумно испунило једну од Цезарових амбиција. Уз ову библиотеку налазила се и величанствена збирка уметничких дела. Полион је волео хеленистичку уметност у њеном најкреативнијем изразу. Као и библиотека, уметничка галерија била је отворена за јавност.
Након својих војних и политичких успеха, Полион се изгледа повукао у приватни живот као писац и покровитељ књижевних личности. Био је познат као строг књижевни критичар, који је волео архаични стил и чистоћу.
У пензији, Полион је организовао књижевна читања на којима је подстицио ауторе да читају своја дела, а био је први римски аутор који је рецитовао своја дела. Једно од најдраматичнијих таквих читања привукло је пажњу царске породице на песника Вергилија, када је Вергилије читао из свог необјављеног дела Енеида и ласкао царској породици својим приказом Енеје, којег су Јулији Цезари сматрали својим директним претком. Као резултат тога, Вергилије је био похваљен од стране Октавијана Августа.
Полион је можда умро у својој вили у Тускулу. Чини се да је био чврст републиканац и стога се држао дистанцирано од Августа.